# طريق كواينتون
طريق الکواينتون هو محطة سكة حديد تم افتتاحها في عام 1868 في ريف تحت التطور بالقرب من کواينتون في مقاطعة باكينجهامشير الإنجليزية على بُعد 44 ميل (71كم) من لندن.